# Rocca San Giovanni
Rocca San Giovanni – miejscowość i gmina we Włoszech, w regionie Abruzja, w prowincji Chieti.
Według danych na rok 2004 gminę zamieszkiwały 2352 osoby, 112 os./km².